# Marmaraereğlisi

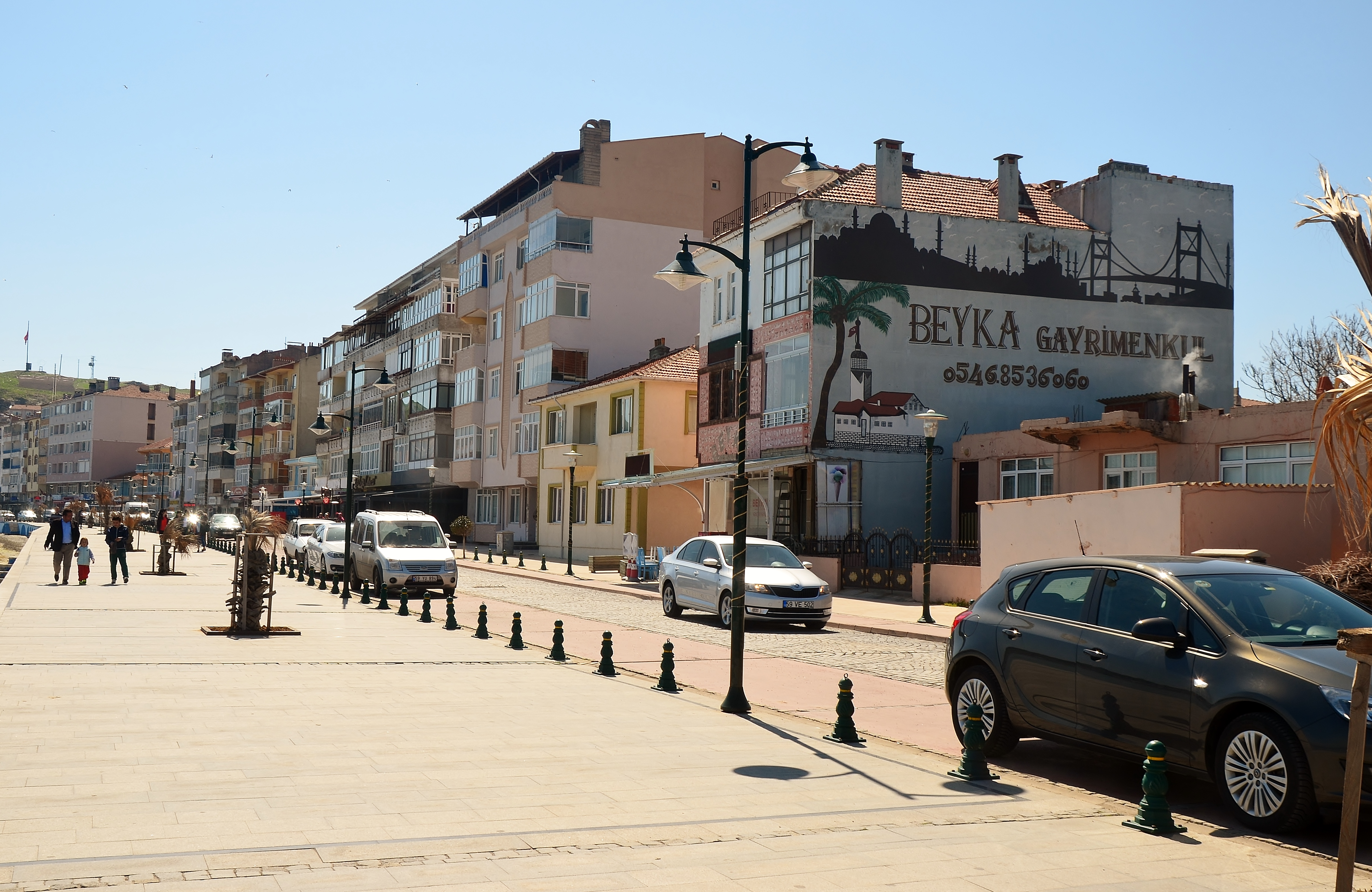
Promenade in Marmara Ereğlisi

Marmaraereğlisi là một huyện thuộc tỉnh Tekirdağ, Thổ Nhĩ Kỳ. Huyện có diện tích 197 km² và dân số thời điểm năm 2007 là 16970 người, mật độ 86 người/km².